# فيليس روس
فيليس روس (بالإنجليزية: Phyllis Ross)‏‏ (1903 - 18 أبريل 1988 ) اقتصادية من كندا.

## التعليم
تعلمت فيليس روس في:
- جامعة كولومبيا البريطانية
- كلية لندن للاقتصاد
- كلية برين ماور

## الجوائز
حصلت فيليس روس على الجوائز الآتية:
- قائد وسام الامبراطورية البريطانية
- ضابط وسام كندا